# Il cavallier del Sole
Il cavallier del Sole (El caballero del Sol) è un poema cavalleresco spirituale di Pedro Hernández de Villaumbrales pubblicato per la prima volta nel 1552 a Medina del Campo, in Spagna.

## Descrizione
Il poema è cavalleresco spirituale, cioè tratta temi legati alla religione ed alla morale, descrivendone i principi. Proprio il 
poema di Hernández de Villaumbrales fu l'iniziatore di questo genere letterario. Fu pubblicato per la prima volta nel 1552 a Medina del Campo, con il titolo Peregrinación de la vida del hombre puesto en batalla debajo de los trabajos que sufrió el caballero del Sol en defensa de la Razón.

## Traduzioni
El caballero del Sol, dalla lingua originale (quella spagnola), è stato tradotto in italiano e tedesco. In particolare, fu tradotto in italiano nel 1557 dal traduttore, scrittore e divulgatore scientifico italiano Pietro Lauro.